# Mictecacihuatl

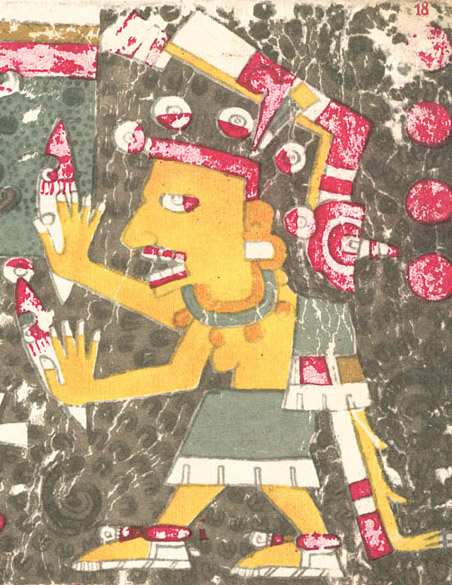
Mictecacíhuatl raffigurata nel Codice Borgia.

Mictecacihuatl (IPA: mik.teː.ka.ˈsí.waːt͡ɬ, letteralmente Signora dei morti), a volte identificata con Chalmecacihuatl, è una divinità dell'oltretomba della mitologia azteca. È la regina di Mictlán, nono e ultimo livello del mondo sotterraneo, su cui regna assieme al marito Mictlantecuhtli. Occupa l'undicesimo posto fra i Signori del Giorno.
Mictecacihuatl è spesso rappresentata con un corpo senza carne e con la bocca spalancata per inghiottire le stelle durante il giorno.
Il suo ruolo è quello di vigilare sulle ossa dei morti e a lei erano dedicate le antiche feste in onore dei morti; queste tradizioni, influenzate dal Cristianesimo e dalla cultura spagnola, sono confluite nell'odierno Giorno dei morti, in cui la Dama de la Muerte ("Signora della Morte") svolge ancora un ruolo rilevante.